# Іваніцький Федір Григорович
Іваницький Федір Григорович (нар. 1896) — голова колгоспу «Праця» Шаргородського району Вінницької області, Герой Соціалістичної Праці (16.02.1948).

## Біографія
Народився у 1896 році у Білій Церкві в сім'ї  бідного робітника. Батьки до Жовтневої революції і після займалися землеробством. У 1904 році Федір зарахований до 1 класу Білоцерківської школи, де проявив хороші здібності  у навчанні. Закінчив 5-й клас у 1909 році й допомагав батькам по господарству. Згодом закінчив Вінницьке училище по спеціальності слюсар-апаратник, після чого був направлений у Могилів-Подільський на машинобудівний завод. Показавши себе здібним, відповідальним працівником, у 1923 році був прийнятий у члени ВКП(б), отримавши партійного квитка за № 662774, був направлений на партійні курси у Кам'янець-Подільський. По закінченні курсів направлявся на керівні посади заводів, в тому числі цукрових.
В середині 30-х років відбулось укрупнення дрібних господарств, під яке потрапило і с. Івашківці. Так у 1945 році було об'єднано два колгоспи «Праця» і «Прогрес» в один — «Праця», головою якого було  призначено Іваніцького Ф. Г., який працював тут до війни. Повернувшись із фронту, Федір Григорович спочатку був  призначений керівником районного МТС, проте через рік, у 1946 році, повернувся у село і знову очолив колгосп «Праця» до 1956 року, поки хвороба, а далі і смерть не забрали його.
У 1947 році господарство виростило найбільший врожай зернових культур в районі, причому на великих площах. За високі врожаї зернових культур колгоспникам Т. О. Гордійчук, М. Т. Заболотній, Н. В. Зварич, С. С. Очеретнюк, Г. Я. Сенчишиній, Я. Т. Тимошенко, М. Т. Федорчук, Н. А. Шпак та голові колгоспу Ф. Г. Іваницькому присвоєно звання Героя Соціалістичної Праці.

## Нагороди
- Герой Соціалістичної Праці (16.02.1948)
- орден Леніна (16.02.1948)
- ордени
- медалі